# Вописк Юлий Юл
Вижте пояснителната страница за други личности с името Юлий Вописк Юл.
Вописк Юлий Юл (на латински: Vopiscus Iulius Iullus) e римски политик.
Произлиза от патрицианския род Юлии, клон Юлий Юл. Той е син на Гай Юлий Юл (консул 489 пр.н.е.) и брат на Гай Юлий Юл (консул 482 пр.н.е.).
През 473 пр.н.е. Вописк Юлий Юл става консул заедно с Луций Емилий Мамерк. Неговият син Луций Юлий Юл е консулски военен трибун през 438 пр.н.е., конник 431 пр.н.е., консул 430 пр.н.е. и цензор през 424 пр.н.е.